# Sam Chatmon
Sam Chatmon (Bolton, 10 januari 1897 - Hollandale, 2 februari 1983) was een Amerikaanse deltabluesmuzikant. Hij was lid van The Mississippi Sheiks. Hij kan de halfbroer van Charley Patton zijn geweest.

## Biografie
De familie Chatmon stond in Mississippi bekend om hun muzikale talenten. Hij was op jonge leeftijd lid van de strijkersband van de familie. In een interview verklaarde hij dat hij op driejarige leeftijd gitaar begon te spelen. Een jaar ouder herinnerde hij zich dat hij een lied zong met de tekst Run down to the river thought I'd jump an' drown / I thought about the woman I lovin' and I turn around. Hij trad regelmatig op voor een blank publiek in de jaren 1900. De Chatmon-band speelde rags, ballads en populaire dansmelodieën. Twee broers van Sam, de violist Lonnie Chatmon en de gitarist Bo Carter, traden op met gitarist Walter Vinson als The Mississippi Sheiks.
Chatmon speelde naast gitaar ook banjo, mandoline en mondharmonica. Hij trad op op feesten en op straathoeken in heel Mississippi voor een kleine vergoeding en fooien. In de jaren 1930 nam hij op met de Sheiks en ook met zijn broer Lonnie als The Chatman Brothers. Vanaf midden jaren 1930 trad hij ook solo op. Met verschillende minstrel- en medicine shows reisde hij door de landen.
Chatmon verhuisde begin jaren 1940 naar Hollandale, Mississippi en werkte daar op plantages. Hij werd herontdekt in 1960 en begon aan een nieuw hoofdstuk van zijn carrière als folk-bluesartiest. In hetzelfde jaar nam hij op voor Arhoolie Records. Hij toerde uitgebreid tijdens de jaren 1960 en 1970. Toen hij in 1970 in Californië was, maakte hij verschillende opnamen met Sue Draheim, Kenny Hall, Ed Littlefield, Lou Curtiss, Kathy Hall, Will Scarlett en anderen in Sweet's Mill Music Camp, en vormde een groep die hij The California Sheiks noemde. Hij speelde op veel van de grootste en bekendste volksfestivals, waaronder het Smithsonian Folklife Festival in Washington D.C. in 1972, het Mariposa Folk Festival in Toronto in 1974 en het New Orleans Jazz & Heritage Festival in 1976.

## Overlijden
Sam Chatmon overleed op 2 februari 1983 op 86-jarige leeftijd. Bonnie Raitt betaalde een grafmonument voor Chatmon met het opschrift Sitting on top of the World via het Mt. Zion Memorial Fund en werd geplaatst in Sanders Memorial Cemetery op 14 maart 1998, tijdens een ceremonie gehouden in het gemeentehuis van Hollandale, gevierd door de burgemeester en leden van de gemeenteraad van Hollandale, met meer dan 100 aanwezigen. Chatmon werd later geëerd met een marker op de Mississippi Blues Trail.
- Bibsys: 7052548
- Bibliothèque nationale de France: cb13989951b (data)
- Gemeinsame Normdatei: 135156645
- International Standard Name Identifier: 0000 0001 1291 9282
- Library of Congress Control Number: n83161793
- MusicBrainz: 10ba31c5-bda7-4919-a18f-f300f07f9bc0
- Virtual International Authority File: 53067410
- WorldCat: E39PBJyxjvBfy8pdfMTHGvfg8C